# ストケシア
ストケシア（学名：Stokesia laevis）とは、キク科ストケシア属（ルリギク属）の植物。ストケシア属に分類される唯一の植物である。和名ではルリギク、エドムラサキと呼ばれる。多年草で高さは30cmから60cm。サウスカロライナ州、ジョージア州、ルイジアナ州など、北米の南東部に繁茂する。花の咲く季節は夏で、紫を基本に、青や白の花を咲かせる。色々な栽培品種が栽培されている
名前はルナー・ソサエティの一員でもあったイギリスの植物学者ジョナサン・ストークスに因んで名付けられた。
サラダ油として商業用に応用できるヴァーノニア油を含有している。
葉は広披針形で互生に生える。花は6-10cmほどで紫青色。栽培には肥沃で排水性の高い砂質壌土、酸性土が適している。用途は花壇、切花用など。耐寒性は強いが厳冬地域では栽培の際マルチングが必要となる。